# Hermetschwil-Staffeln
Hermetschwil-Staffeln est une localité et une ancienne commune suisse du canton d'Argovie, située dans le district de Bremgarten. 

Vue aérienne (1947).

## Histoire
Le 1er janvier 2014, l'ancienne commune a été intégrée dans sa voisine de Bremgarten.